# Csengey Gusztáv
Csengey (Csenge) Gusztáv (Adolf) (Komárom, 1842. augusztus 8. – Miskolc, 1925. július 13.) evangélikus teológus, tanár, költő.

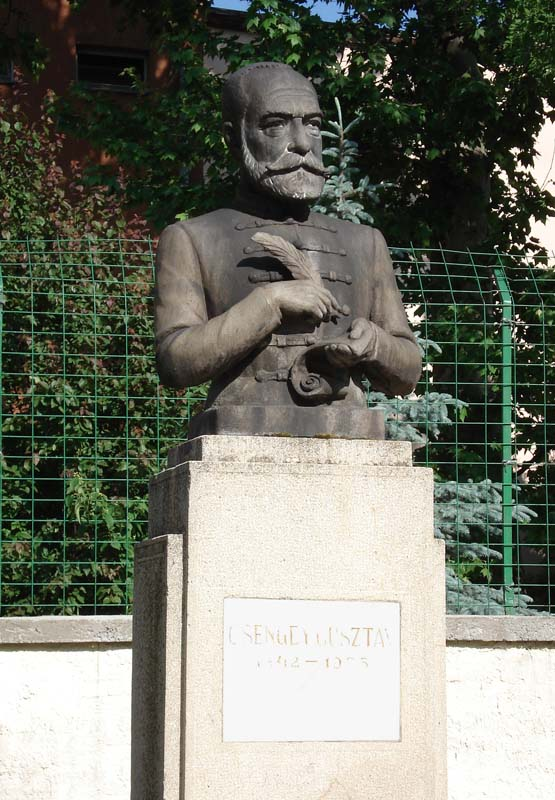
Csengey Gusztáv szobra Miskolcon, a Belvárosi evangélikus templom udvarán

## Életpályája
Csengey Gusztáv Révkomáromban született, apja gazdatiszt volt. Az 1848-as forradalom idején már Pesten tartózkodtak, majd Pilisre, innen pedig 1849-ben Irsára költöztek, ahol az apja községi jegyző lett. Gyermekkorát itt töltötte, itt járt iskolába. Középiskolai tanulmányait Pesten kezdte, négy évig járt ide, majd apja javaslatára átiratkozott Sopronba (az apa Sopronban tanult). A városban tapasztalható élénk irodalmi élet hatására maga is verselni kezdett. Arany János költészetét annyira megszerette, hogy megkérte apját, hadd folytathassa tanulmányait Nagykőrösön. 1860-ban meg is látogatták a költőt, átiratkozott a város református gimnáziumába, ám már nem lehetett Arany tanítványa, mert a nagy példakép éppen akkor költözött Pestre, ahol a Magyar Tudományos Akadémia titkára lett.
1862-ig tanult Nagykőrösön, ahol a költészet tudatos tanulmányozására, hazaszeretetre, minden elnyomás elleni gyűlöletre nevelték az ifjúságot. Az érettségi után – ez volt a gimnáziumban az első érettségi vizsga – hazautazott Irsára. Itt írta meg egyik legismertebb versét (A fogoly lengyel), ami a lengyel forradalom kitörése (1863) után meg is jelent Pákh Albert lapjában, a Vasárnapi Ujság-ban. A vers újra felébresztette az olvasókban az 1848-as lelkesedést, és rendkívüli ismertséget hozott Csengey számára. Ettől kezdve Csengey Gusztávot a legnépszerűbb költők között tartották számon. A művet számos nyelvre lefordították.
Sokáig tartotta magát az a legenda, hogy Csengey Gusztávot egy varsói látogatása során nagy lelkesedéssel fogadták, s Varsó polgármestere díszfogaton vitte Csengey Gusztávot a tiszteletére rendezett ünnepélyre. Varsót 1865 és 1915 között az Orosz Birodalomba tagolták, s a várost irányító cári kormányzó aligha ragadtatta volna magát ilyen cselekedetre. A legenda keletkezésének azonban valós magja volt, s erről a költő a Petőfi Társaság 1907. március 15-iki megemlékezésén így számolt be:
" Egyszer tomboló lelkesedés közt szavalták el 'A fogoly lengyel"-t Krakkóban, s az, aki elszavalta, maga látogatott meg. Eljutottam hát egyszer 'A fogoly lengyel'-emmel a lengyelekhez is. Erre vagyok büszke."
A vers lengyel fogadtatásának története azonban nem zárult ezzel a történettel. Erről a költő özvegye 1929-ben a Miskolci Reggeli Hírlap riporterének így számolt be:
"1914 március 15-én egy lengyel társaság vett részt Eperjesen egy ilyen szokásos márciusi ünnepségen, amely társaság Csengeyt is, feleségét is és többeket meghívott a Lengyelországban tartandó Kosciuszkó-ünnepélyre. Csengey el is ment s útja a társasággal együtt diadal volt Neusandecig, ahol az ünnepélyt tartották. Elszavalták a „Fogoly lengyel”-t lengyelül, Csengeyt vállára emelte az ifjúság, még a feleségét is csokorral és beszéddel fogadták volna a lengyelek, azonban Csengeyné nem ment el az ünnepségre, viszont Csengey a csokrot haza hozta, ma is megvan a legkedvesebb emlékek között." 
Amennyiben a költő özvegyének beszámolójának és az otthonában lévő elszáradt virágcsokornak hitelt adhat az utókor, úgy a lengyelországi látogatásra egy 1914. március 15-ét követően Újszandecen megrendezett Kosciuszko-ünnepség keretében kerülhetett sor.    
Tanulmányait Pesten folytatta, a protestáns teológián. A karácsonyi szünetben készített egy humoros, illusztrált naptárt, amelyben kollégáit és tanárait gúnyolta ki. Mindenkinek tetszett, még „hittan és szentírás-magyarázat” tanárának, Ballagi Mórnak is, akinek jóvoltából a Heckenast Kiadó meg is jelentette, sőt a kiadó rábízta a Gyermekbarát és a Házikincstár című lapok szerkesztését is. A teológián 1865-ben tette le a kandidatúrát, majd 1866 őszén Németországba, Jénába ment, hogy ott folytassa a tanulmányait. Innen hozta haza a Ballag már a vén diák című, azóta is népszerű ballagódalt, amit a Bursch-nótából fordított le, illetve költött át. Hazatérése után letette a lelkészi és a tanári vizsgát.
Az oktató-nevelő munkát igen fontos feladatának tartotta, 1868-ban az aszódi evangélikus gimnázium tanára lett, 1874-től 1877-ig pedig igazgatója volt. Petőfi Sándor is járt itt iskolába, és Csengey fontosnak tartotta a helyi Petőfi-kultusz ápolását, ezért emléktábla elhelyezését javasolta. Az iskola falán lévő táblára végül az ő epigrammája került:
„Itt lobbant fel a láng, itt nyerte olympi tüzét a
Legszeretőbb költő, a haza Tirtaeusa.
Szelleme bölcsőjét itt hű anya őrzi; szegény bár:
Kincse, e lángemlék, átragyog ifjaira.”
Oktató munkája mellett nem hanyagolta el irodalmi tevékenységét sem, ebben az időszakban írta például két regényét: A hullámok közt és a Mocsarak királya című hazafias érzelmű regényeket. 1878-ban tagja lett a Petőfi Társaságnak.
Későn nősült: 1890-ben, 48 esztendős korában vette nőül az eperjesi Barta Lenkét, akihez szerelmes versciklust is írt (Lenke-ciklus). Ekkor már négy éve Eperjesen tanított: a teológián Ószövetséget és egyháztörténetet oktatott, de tanított a jogakadémián is. Tanítványai szerették, környezete tisztelte. A helyi Luther Társaság megválasztotta tiszteletbeli tagjának, hazafias és vallásos költemények sora került ki kezei közül. Némelyik verse bekerült az evangélikus egyházi énekes könyvbe is. Magát az „utolsó kuruc”-nak nevezte, magyar zsinóros ruhában, csizmában járt.
1919-ben az Eperjesi Jogakadémia – a trianoni döntés következtében – Miskolcra költözött, és a tanári karral együtt Csengey Gusztáv is. A város a Hodobay-telepen, a Kolozsvári utca 11. alatt utalt ki számára szükséglakást, ahol igen szerény körülmények között élt feleségével. Csengey – már nyugdíjasként – folytatta oktató munkáját az immár Miskolci Evangélikus Jogakadémián. A helyi Lévay József Közművelődési Egyesület tiszteletbeli tagjává választotta.
Csengey Gusztáv 1925-ben hunyt el, sírja Miskolcon, a Mindszenti temetőben van. Születésének 100. évfordulóján a város  ünnepségeket rendezett emlékezetére, felesége ezt még megérte. Szobra – Borsodi Bindász Dezső alkotása – a Belvárosi evangélikus templom udvarán található. Nevét viseli a belvárosi Csengey Gusztáv utca, illetve Aszódon a város állami fenntartású általános iskolája.

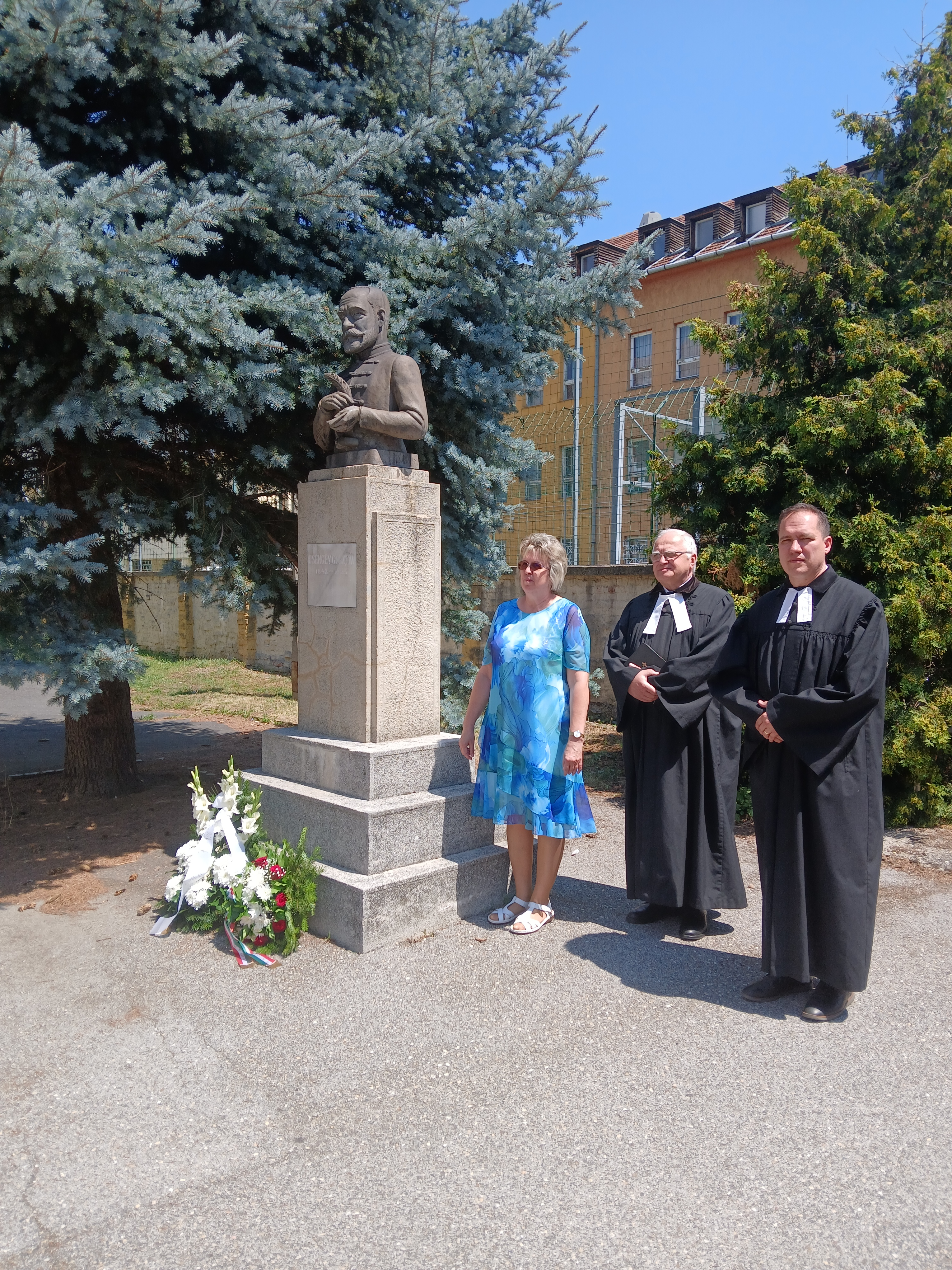
Koszorúzás Csengey Gusztáv halálozási centenáriumán

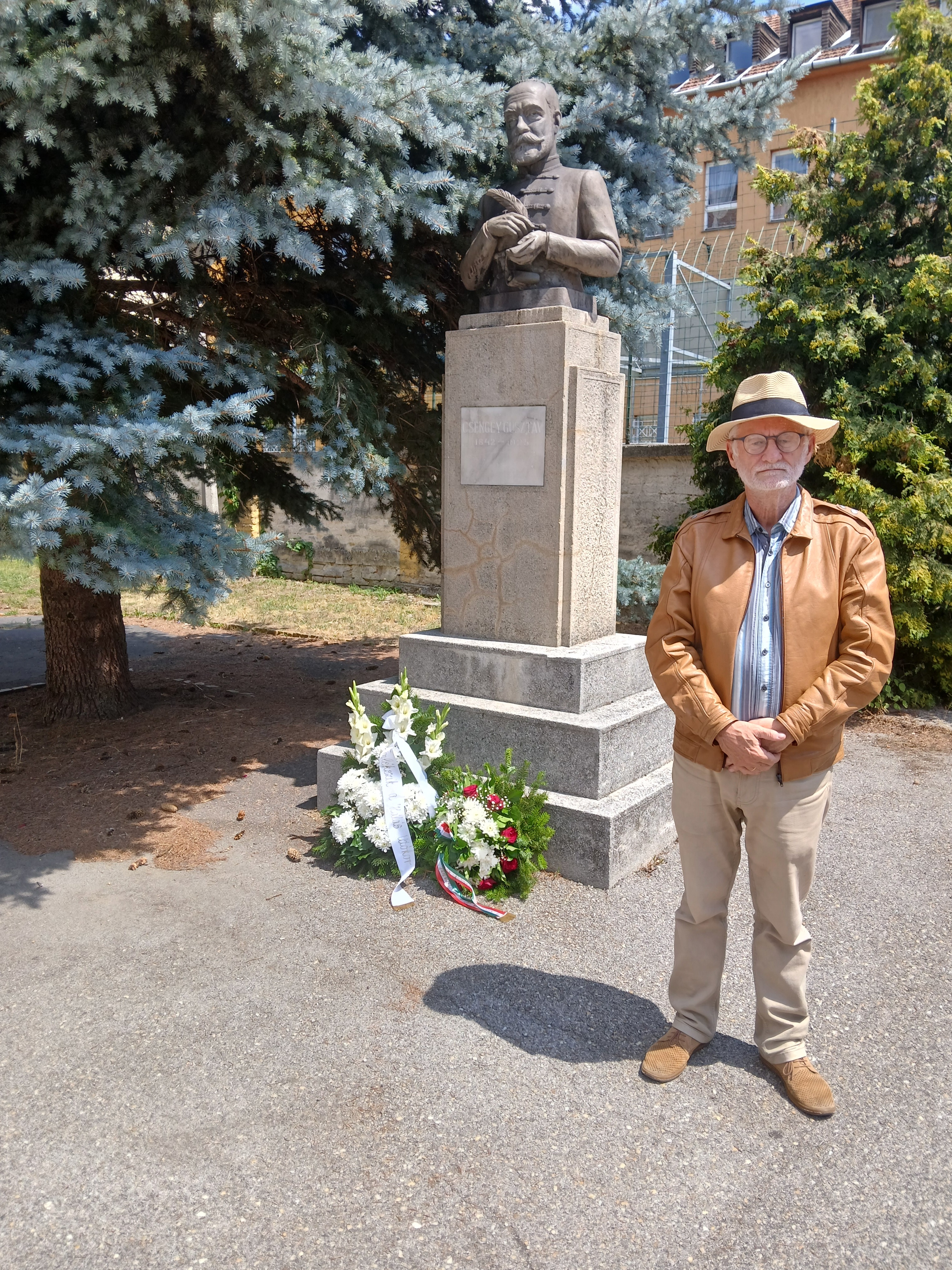
Zsugyel János - Csengey Gusztáv életművének népszerűsítője - a halálozási centenáriumi ünnepségen

Halálának centenáriumáról a Miskolci Evangélikus Egyházközség ünnepi istentisztelet keretében emlékezett meg 2025. júius 13-án. Az istentiszteletet követően Gerlai Pál esperes tartott vetített képes előadást Csengey Gusztáv életéről és munkásságáról. Ezt követően az "Erős vár a mi Istenünk" evangélikus himnusz eléneklése mellett koszorúzták meg a költő mellszobrát. 

## Irodalmi munkássága, válogatás
- Szépirodalom:
  - „A fogoly lengyel”, ballada, 1862. Megjelent: 1863, Vasárnapi Újság
  - „Hullámok közt”, regény, Pest, 1871
  - „Csengey Gusztáv munkái – I. Költeményei, II. Beszélyei”, Budapest, 1874
  - „Eszter”, költemények, Esztergom, 1876
  - „Bokrétás világ”, költői elbeszélés, Budapest, 1878
  - „Ida emléke”, Budapest, 1897
  - „Don Quijote”, verses regény, Budapest, 1903
  - „Vallásos költemények és énekek”, Budapest, 1912
- Történeti-teológiai munkák:
  - „Egy remekmű a héber irodalomból”, Protestáns Szemle, 1890
  - „Jézus képe az Ótestamentomban”, Protestáns Szemle, 1896
  - „Egy nevezetes rejtély megoldása”, Protestáns Szemle, 1909
  - „Izrael története”, Eperjes, 1909
  - „A nikolsburgi béke”, Sopron, 1922